# IJsland op het Eurovisiesongfestival 2021
IJsland nam deel aan het Eurovisiesongfestival 2021 in Rotterdam, Nederland. Het was de 33ste deelname van het land aan het Eurovisiesongfestival. RÚV was verantwoordelijk voor de IJslandse bijdrage voor de editie van 2021.

## Selectieprocedure
Nadat in maart 2020 het Eurovisiesongfestival 2020 werd geannuleerd vanwege de COVID-19-pandemie, was het wachten tot 16 september 2020 alvorens de IJslandse openbare omroep officieel bevestigde te zullen deelnemen aan het Eurovisiesongfestival 2021. Op 23 oktober 2020 maakte RUV bekend dat Daði & Gagnamagnið, die in februari 2020 via de nationale finale het voorrecht hadden verkregen om IJsland te vertegenwoordigen op het Eurovisiesongfestival 2020, werden door de omroep intern geselecteerd voor deelname aan de komende editie van het festival. Het was voor het eerst sedert 2005 dat de IJslandse bijdrage voor het Eurovisiesongfestival niet via de nationale voorronde Söngvakeppnin werd geselecteerd.
Op 24 februari 2021 werd bekend dat de IJslandse bijdrage als titel 10 years zou krijgen. RÚV zond op 27 februari en 6 maart twee documentaires uit over de voorbereidingen van Daði op het Eurovisiesongfestival, waarna op 13 maart 2021 uiteindelijk het lied werd gepresenteerd.

## In Rotterdam
IJsland trad aan in de tweede halve finale, op donderdag 20 mei 2021. Daði & Gagnamagnið waren als achtste van zeventien acts aan de beurt, net na Natalia Gordienko uit Moldavië en gevolgd door Hurricane uit Servië. Een dag voor aanvang van de tweede halve finale maakte de IJslandse openbare omroep bekend dat een van de bandleden positief had getest op COVID-19, waardoor de voltallige delegatie in quarantaine moest, en dat voor zes dagen. Hierdoor kon de groep niet live optreden in de halve finale en eventuele finale. Om dit soort problemen op te vangen was er een back-up-optreden gemaakt, maar de groep kon er ook voor kiezen om een repetitie uit te laten zenden. Die laatste optie kreeg uiteindelijk de voorkeur. IJsland eindigde uiteindelijk op de tweede plaats in de tweede halve finale, met 288 punten. Hiermee plaatste het land zich voor de finale.
In de finale waren Daði & Gagnamagnið als twaalfde van 26 acts aan de beurt, net na Gjon's Tears uit Zwitserland en gevolgd door Blas Cantó uit Spanje. Uiteindelijk eindigde IJsland op de vierde plek, met 378 punten. Het was het beste IJslandse resultaat op het Eurovisiesongfestival sedert de tweede plek in 2009.
1986 · 1987 · 1988 · 1989 · 1990 · 1991 · 1992 · 1993 · 1994 · 1995 · 1996 · 1997 · 1998 · 1999 · 2000 · 2001 · 2002 · 2003 · 2004 · 2005 · 2006 · 2007 · 2008 · 2009 · 2010 · 2011 · 2012 · 2013 · 2014 · 2015 · 2016 · 2017 · 2018 · 2019 · 2020 · 2021 · 2022 · 2023 · 2024 · 2025
Albanië · Australië · Azerbeidzjan · België · Bulgarije · Cyprus · Denemarken · Duitsland · Estland · Finland · Frankrijk · Georgië · Griekenland · Ierland · IJsland · Israël · Italië · Kroatië · Letland · Litouwen · Malta · Moldavië · Nederland · Noord-Macedonië · Noorwegen · Oekraïne · Oostenrijk · Polen · Portugal · Roemenië · Rusland · San Marino · Servië · Slovenië · Spanje · Tsjechië · Verenigd Koninkrijk · Zweden · Zwitserland